# Флаг Макао
Флаг специального административного района Макао (кит. трад. 澳門特別行政區區旗, упр. 澳门特别行政区区旗; порт. Bandeira regional da Região Administrativa Especial de Macau) состоит из светло-зелёного фона с цветком лотоса, стилизованного под мост Губернатора Номбре де Карвальо, воды, изображённой белыми линиями, выше дуга из пяти золотых пятиконечных звёзд: одной большой в центре дуги и четырёх маленьких.
Лотос был выбран в качестве цветочной эмблемы Макао. Мост губернатора Нобре ди Карвалью связывает Полуостров Макао и остров Тайпа. Мост — один из немногих узнаваемых ориентиров Макао. Вода ниже лотоса и моста отображает в символической форме положение и значение Макао, как порта и его роль, играемую на территории и в истории. Пять пятиконечных звёзд повторяют проект флага КНР, отображая в символической форме отношения, которые связывают Макао и КНР.

## Исторические флаги

Флаг Португальского Макао (1976—1999)
Флаг губернатора португальского Макао
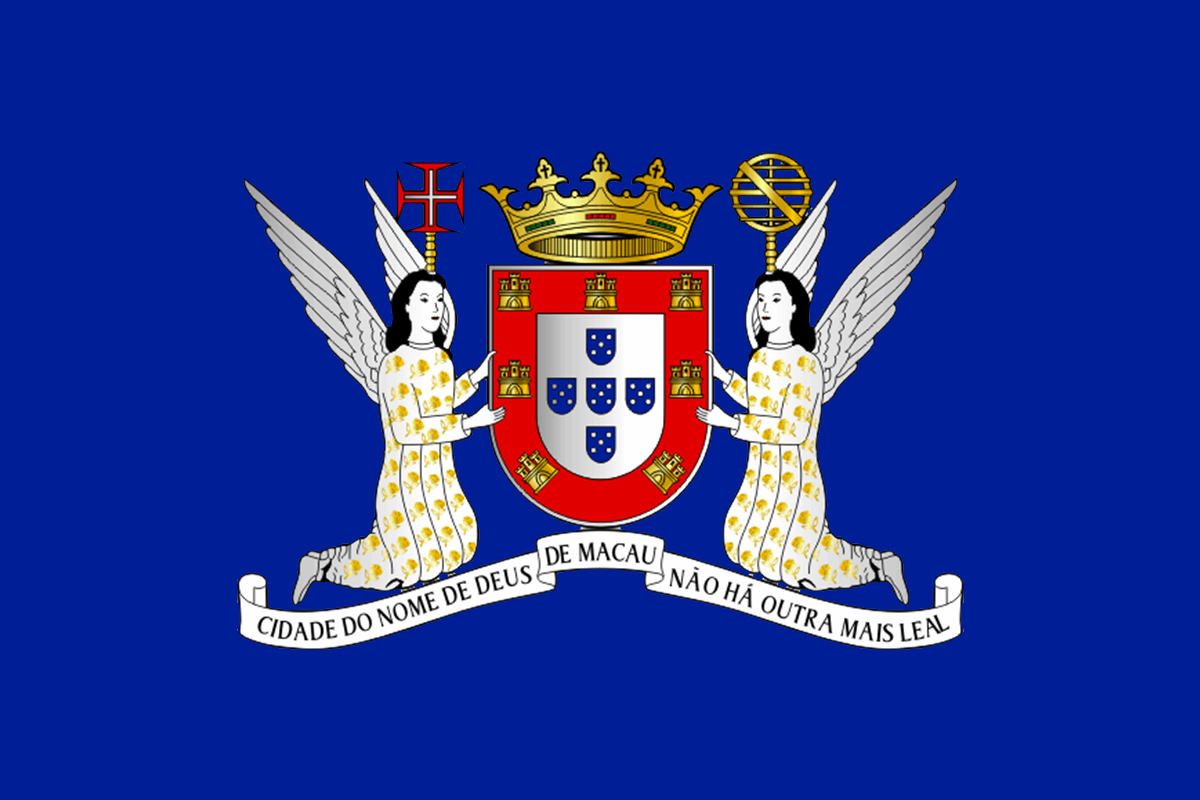
Флаг правительства муниципалитета Макао, использовавшийся во время португальского Макао (1976—1999)
Флаг правительства муниципалитета Ильяс, использовавшийся во время португальского Макао (1976—1999)